# Vernioz
Vernioz est une commune française située dans le département de l'Isère, en région Auvergne-Rhône-Alpes.
Ce village, de taille encore modeste par rapport aux communes voisines, se positionne dans le nord du département, non loin de la vallée du Rhône, entre Lyon et Valence, non loin de l'agglomération viennoise.
Vernioz, autrefois rattachée à la communauté de communes du Pays Roussillonnais, est une commune membre de la communauté de communes Entre Bièvre et Rhône depuis le 1er janvier 2019. Ses habitants sont dénommés les Vergnots.

## Géographie

### Situation et description
La commune est constituée de deux villages (Vernioz et Saint-Alban de Varèze) qui ont fusionné lors de la Révolution (voir compte rendu de la réunion du Conseil municipal en date du 27 avril 1816).
Auparavant, le village de Saint-Alban-de-Varèze était associé au hameau de Vitrieu situé sur ses hauteurs et il était courant de parler du village de Saint-Alban-Vitrieu.

### Communes limitrophes
|           | Les Côtes-d'Arey | Chalon            |
| Cheyssieu | Vernioz          | Monsteroux-Milieu |
|           | Assieu           |                   |

### Climat
Pour des articles plus généraux, voir Climat d'Auvergne-Rhône-Alpes et Climat de l'Isère.
En 2010, le climat de la commune est de type climat océanique altéré, selon une étude du Centre national de la recherche scientifique s'appuyant sur une série de données couvrant la période 1971-2000. En 2020, Météo-France publie une typologie des climats de la France métropolitaine dans laquelle la commune est dans une zone de transition entre le climat semi-continental et le climat de montagne et est dans la région climatique  Moyenne vallée du Rhône, caractérisée par un bon ensoleillement en été (fraction d’insolation > 60 %), une forte amplitude thermique annuelle (4 à 20 °C), un air sec en toutes saisons, orageux en été, des vents forts (mistral), une pluviométrie élevée en automne (250 à 300 mm). 
Pour la période 1971-2000, la température annuelle moyenne est de 11,8 °C, avec une amplitude thermique annuelle de 17,9 °C. Le cumul annuel moyen de précipitations est de 886 mm, avec 8,9 jours de précipitations en janvier et 6,1 jours en juillet. Pour la période 1991-2020, la température moyenne annuelle observée sur la station météorologique de Météo-France la plus proche, « Reventin », sur la commune de Reventin-Vaugris à 7 km à vol d'oiseau, est de 12,9 °C et le cumul annuel moyen de précipitations est de 775,7 mm,. Pour l'avenir, les paramètres climatiques de la commune estimés pour 2050 selon différents scénarios d'émission de gaz à effet de serre sont consultables sur un site dédié publié par Météo-France en novembre 2022.

### Hydrographie
La commune est bordée dans sa partie méridionale par la Varèze, un affluent du Rhône qui prend sa source dans la forêt de Bonnevaux. Elle est également bordée dans sa partie septentrionale par son sous-affluent (et affluent du Suzon), le Bouzon.

### Voies de communication
Situé à l'écart des grands axes de communications, le territoire communal est essentiellement traversé par les routes départementales 37 (RD37) et 131 (RD131).

## Urbanisme

### Typologie
Au 1er janvier 2024, Vernioz est catégorisée bourg rural, selon la nouvelle grille communale de densité à sept niveaux définie par l'Insee en 2022.
Elle est située hors unité urbaine. Par ailleurs la commune fait partie de l'aire d'attraction de Lyon, dont elle est une commune de la couronne,. Cette aire, qui regroupe 397 communes, est catégorisée dans les aires de 700 000 habitants ou plus (hors Paris),.

### Occupation des sols
L'occupation des sols de la commune, telle qu'elle ressort de la base de données européenne d’occupation biophysique des sols Corine Land Cover (CLC), est marquée par l'importance des territoires agricoles (62,1 % en 2018), en diminution par rapport à 1990 (68 %). La répartition détaillée en 2018 est la suivante : 
forêts (29,7 %), terres arables (24,4 %), zones agricoles hétérogènes (23,7 %), prairies (14 %), zones urbanisées (8,2 %). L'évolution de l’occupation des sols de la commune et de ses infrastructures peut être observée sur les différentes représentations cartographiques du territoire : la carte de Cassini (XVIIIe siècle), la carte d'état-major (1820-1866) et les cartes ou photos aériennes de l'IGN pour la période actuelle (1950 à aujourd'hui).

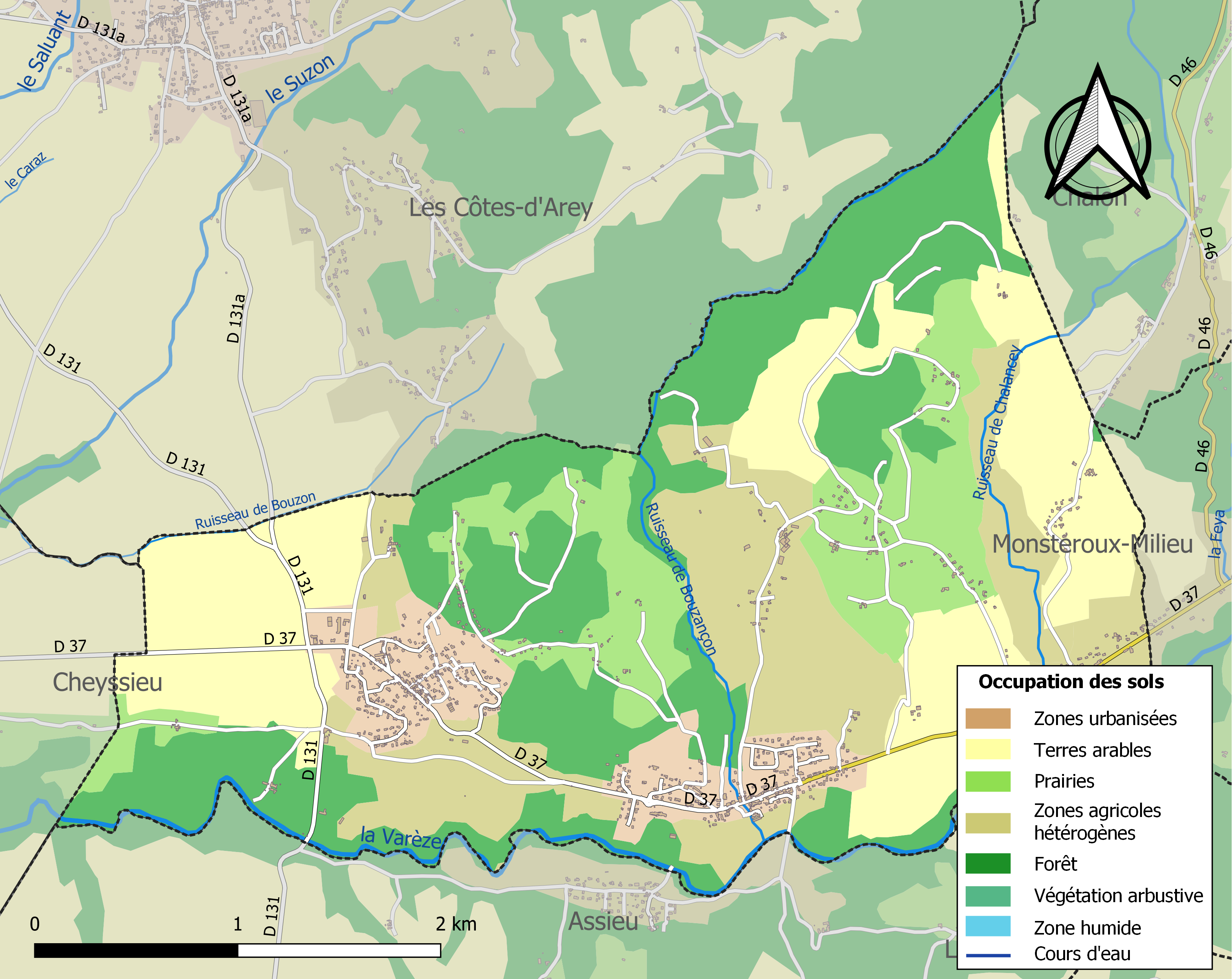
Carte des infrastructures et de l'occupation des sols de la commune en 2018 (CLC).

### Risques naturels et technologiques

#### Risques sismiques
L'ensemble du territoire de la commune de Vernioz est situé en zone de sismicité n°3, comme la plupart des communes de son secteur géographique.
| Type de zone | Niveau            | Définitions (bâtiment à risque normal) |
| ------------ | ----------------- | -------------------------------------- |
| Zone 3       | Sismicité modérée | accélération = 1,1 m/s2                |

## Toponymie
Vernioz dénommée « Vernio » ou « Vernius » sur le cartulaire de Saint-André-le-Bas, tirerait son nom de l'arbre appelé l'aulne, également dénommé « vergne » ou « verne » dont le pays était couvert à l'époque gallo-romaine. Ce terme est issu du celtique (gaulois) *uerno- non attesté mais probable ou du radical gaulois *vern- comparable au breton gwern, au cornique gwern, au gallois gwern et à l'irlandais fern.

## Histoire
La chapelle de Vitrieu fut abandonnée lors de la Révolution (voir compte rendu du Conseil de Fabrique du 23 avril 1865) et la population du hameau se déplaça progressivement vers le village de St Alban situé dans la vallée.
En 1870, la mairie quitta le chef-lieu de Vernioz et fut installée dans le village de Saint Alban pour cause de vétusté et d'insalubrité des lieux. En 2010, la situation n'a pas changé.

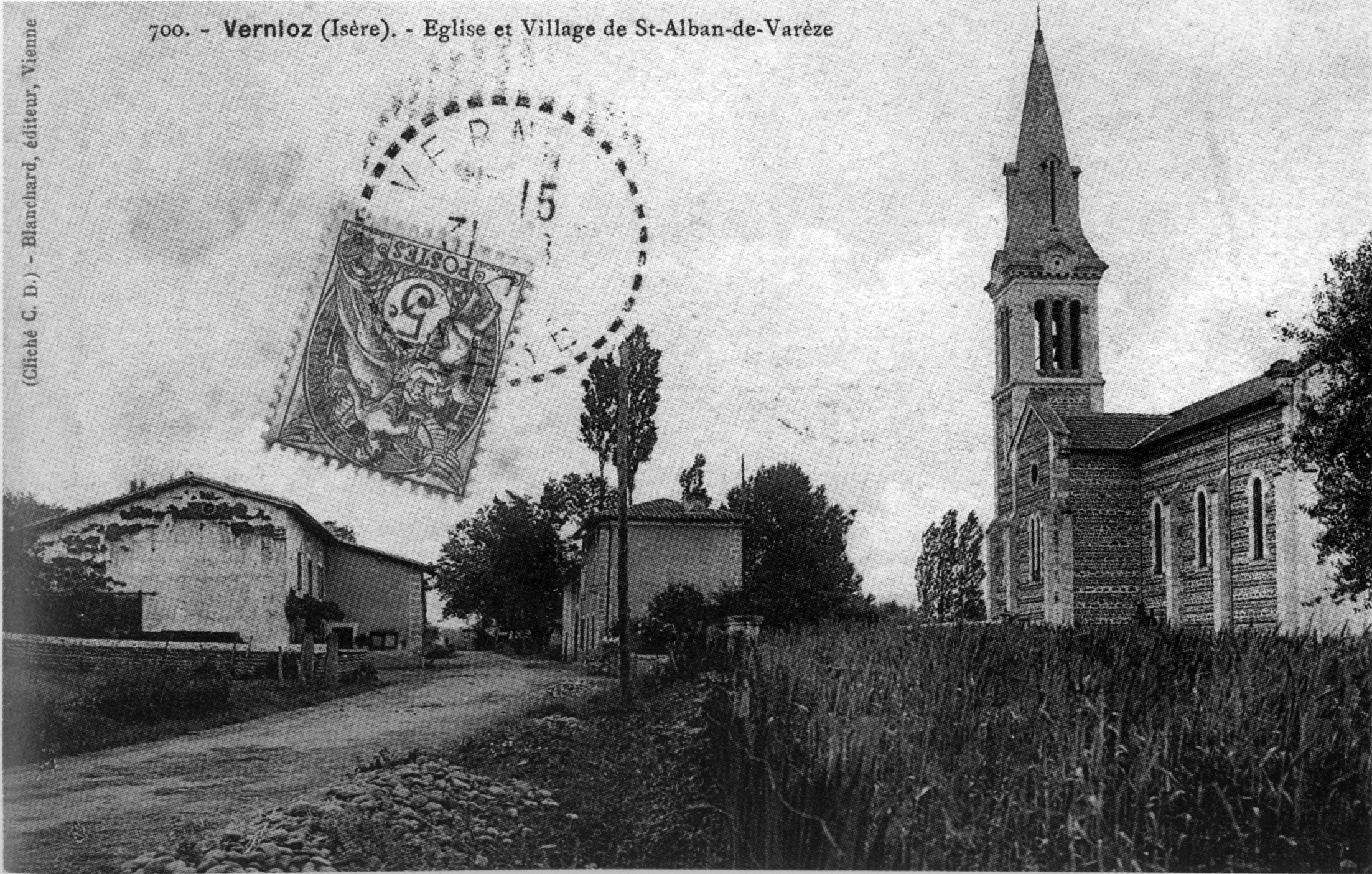
Église et village de Vernioz en 1907.

Jusque dans les années 1990, la commune comptait deux sections de vote et donc, deux listes électorales situées dans chacun des deux villages. Il était admis que le maire devait être un habitant de l'un des deux villages tandis que le premier adjoint devait être habitant de l'autre village. Progressivement, la municipalité réussit à les fusionner en une seule liste électorale en regroupant d'abord les opérations de vote dans un même lieu, puis en les fusionnant définitivement.

## Politique et administration

### Liste des maires
| Période                                  | Période  | Identité                | Étiquette | Qualité                                      |
| ---------------------------------------- | -------- | ----------------------- | --------- | -------------------------------------------- |
| avril 1800                               | 1801     | André Pétrequin         |           | décision préfectorale                        |
| avril 1801                               | 1801     | Jean-Baptiste Hay       |           | décision préfectorale                        |
| août 1801                                | 1830     | Pierre Vallin           |           | ?                                            |
| septembre 1830                           | 1835     | Joseph Pétrequin        |           | élection                                     |
| février 1835                             | 1839     | Vincent Vallin          |           | élection                                     |
| décembre 1839                            | 1843     | Marc Morgue             |           | élection                                     |
| octobre 1843                             | 1847     | Joseph Pétrequin        |           | élection- DCD en déc 1847                    |
| février 1848                             | 1848     | Pierre Poizat           |           | élection                                     |
| août 1848                                | 1870     | J.Pierre Piaton         |           | nouvelle élection                            |
| septembre 1870                           | 1871     | Jean-Pierre Poizat      |           | nommé Président du Comité provisoire         |
| juin 1871                                | 1880     | J.Pierre Poizat         |           | élection                                     |
| janvier 1881                             | 1892     | J.Pierre Bonnardel      |           | élection                                     |
| mai 1892                                 | 1908     | J.François Durif        |           | élection                                     |
| mai 1908                                 | 1919     | Pierre Lardière         |           | élection                                     |
| décembre 1919                            | 1929     | Joseph Plantier         |           | élection                                     |
| mai 1929                                 | 1944     | Joseph Christin         |           | élection                                     |
| septembre 1944                           | 1947     | Etienne-Marcel Traynard |           | décision du Lt Seauve, chef de la Résistance |
| octobre 1947                             | 1959     | Marius Jourdan          |           | élection                                     |
| mars 1959                                | 1977     | Maurice Roux            |           | élection                                     |
| juillet 1977                             | 1989     | Paul Nardin             | PS        | élection                                     |
| mars 1989                                | 1995     | Marc Traynard           |           | élection                                     |
| juin 1995                                | 2014     | Guy Roux                | PS        | élection                                     |
| mars 2014                                | 2020     | Marc Traynard           | SE        | Retraité                                     |
| 2020                                     | En cours | Jean-Marc Rey           |           |                                              |
| Les données manquantes sont à compléter. |          |                         |           |                                              |

## Population et société

### Démographie
L'évolution du nombre d'habitants est connue à travers les recensements de la population effectués dans la commune depuis 1793. Pour les communes de moins de 10 000 habitants, une enquête de recensement portant sur toute la population est réalisée tous les cinq ans, les populations de référence des années intermédiaires étant quant à elles estimées par interpolation ou extrapolation. Pour la commune, le premier recensement exhaustif entrant dans le cadre du nouveau dispositif a été réalisé en 2004.

En 2022, la commune comptait 1 503 habitants, en évolution de +20,82 % par rapport à 2016 (Isère : +3,07 %, France hors Mayotte : +2,11 %).
| 1793 | 1800 | 1806 | 1821 | 1831 | 1836 | 1841 | 1846 | 1851 |
| ---- | ---- | ---- | ---- | ---- | ---- | ---- | ---- | ---- |
| 372  | 429  | 454  | 452  | 457  | 509  | 562  | 599  | 562  |

| 1856 | 1861 | 1866 | 1872 | 1876 | 1881 | 1886 | 1891 | 1896 |
| ---- | ---- | ---- | ---- | ---- | ---- | ---- | ---- | ---- |
| 583  | 586  | 581  | 594  | 588  | 584  | 535  | 534  | 516  |

| 1901 | 1906 | 1911 | 1921 | 1926 | 1931 | 1936 | 1946 | 1954 |
| ---- | ---- | ---- | ---- | ---- | ---- | ---- | ---- | ---- |
| 548  | 565  | 550  | 513  | 509  | 545  | 517  | 494  | 488  |

| 1962 | 1968 | 1975 | 1982 | 1990 | 1999 | 2004  | 2006  | 2009  |
| ---- | ---- | ---- | ---- | ---- | ---- | ----- | ----- | ----- |
| 512  | 531  | 475  | 689  | 798  | 888  | 1 041 | 1 055 | 1 182 |

| 2014  | 2019  | 2022  | - | - | - | - | - | - |
| ----- | ----- | ----- | - | - | - | - | - | - |
| 1 241 | 1 397 | 1 503 | - | - | - | - | - | - |

### Enseignement
La commune est rattachée à l'académie de Grenoble.

### Médias
Historiquement, le quotidien à grand tirage Le Dauphiné libéré consacre, chaque jour, y compris le dimanche, dans son édition du Nord-Isère, un ou plusieurs articles à l'actualité du canton et quelquefois de la commune, ainsi que des informations sur les éventuelles manifestations locales, les travaux routiers, et autres événements divers à caractère local.
La commune est située sur l'aire de diffusion de radio Ici Isère, une radio publique qui émet sur tout le territoire du département de l'Isère.

### Cultes
La communauté catholique et l'église de Vernioz (propriété de la commune) sont rattachées à la paroisse Sainte Mère Teresa en Viennois dont la Maison paroissiale est située à Estrablin, dans le diocèse de Grenoble-Vienne.

## Culture et patrimoine

### Lieux et monuments

#### Jardin du Bois Marquis

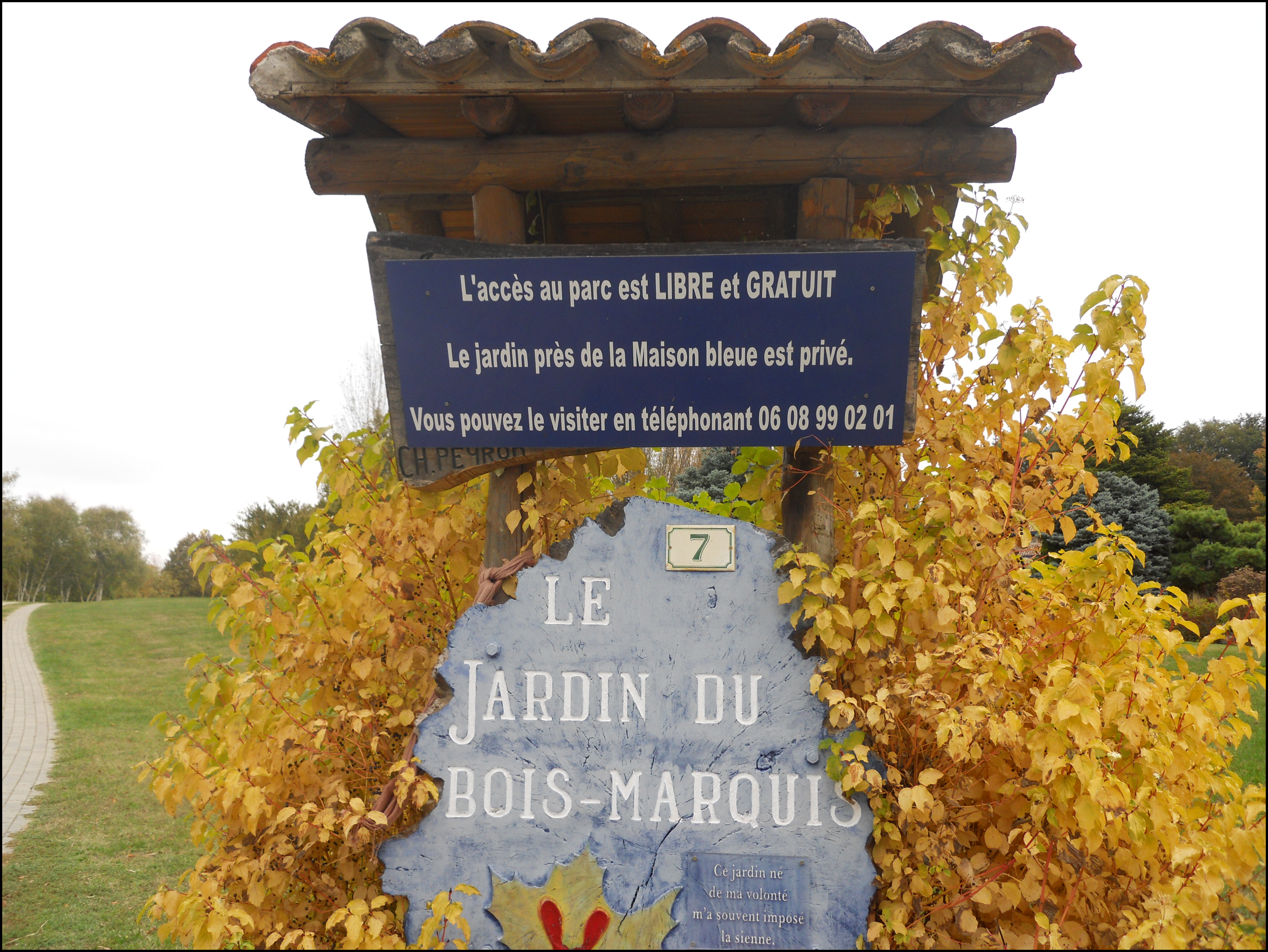
Entrée du Jardin du Bois Marquis

Le jardin du Bois Marquis (ou de Bois-Marquis) est le résultat de la patience d'un homme, Christian Peyron, et de sa passion pour les plantes. Ce jardin privé, accessible à tous, fait partie du circuit touristique de la communauté de communes du Pays Roussillonnais et de son office de tourisme.
Très rare (avec celui du Touvet, il n'existe que deux jardins du genre dans le département de l'Isère), il est labélisé "jardin remarquable" par le ministère de la culture,
Son fondateur a voulu en faire un véritable arboretum sur une superficie de plus de 6 hectares, regroupant environ 850 feuillus, 150 conifères et 3 000 plantes de toutes espèces. Sur un plan d'eau artificiel, d'une superficie de plus de 8 000 m2, évoluent plusieurs dizaines de canards de toutes races qui font la joie des enfants.

#### Autres monuments
- Église paroissiale de Vernioz

construite en 1870. La cloche de l’église consacrée à Saint Pierre, bénite en 1870, avait été fondue en 1866 par le maître saintier (maître fondeur) Culliet, demeurant à Lyon.
- Église Saint-Alban de Saint-Alban de Varèze

- Monument aux morts de Vernioz

celui-ci se présente sous la forme d'une simple stèle avec l'indication du noms des « enfants de Vernioz morts pour la France », au cours des deux conflits mondiaux.

### Héraldique
|  | Vernioz possède des armoiries dont l'origine et le blasonnement exact ne sont pas disponibles. |